# Kemalla
Kemalla (auch: Quemalla) ist eine Ortschaft im Departamento Oruro im Hochland des südamerikanischen Anden-Staates Bolivien.

## Lage im Nahraum
Kemalla ist zentraler Ort des Kanton Kemalla im Municipio Caracollo in der Provinz Cercado und liegt auf einer Höhe von 3873 m. Nordwestlich von Vila Vila erstreckt sich die weite Ebene des bolivianischen Hochlandes, und östlich des Ortes erhebt sich die Serranía de Sicasica, ein nord-südlich ausgerichteter Gebirgsriegel zwischen La Paz und Cochabamba, der bis auf 4500 m ansteigt.

## Geographie
Kemalla liegt auf dem bolivianischen Altiplano zwischen den Anden-Gebirgsketten der Cordillera Occidental im Westen und der Cordillera Central im Osten. Die Region hat ein typisches Tageszeitenklima, bei dem die mittleren täglichen Temperaturschwankungen stärker ausgeprägt sind als die Temperaturschwankungen zwischen Winter und Sommer.
Die Jahresdurchschnittstemperatur liegt im langjährigen Mittel bei 8 °C, die Monatswerte schwanken zwischen 4 °C im Juni/Juli und 11 °C im Dezember (siehe Klimadiagramm Caracollo). Nächtliche Frosttemperaturen sind jedoch zu fast jeder Jahreszeit möglich. Der Jahresniederschlag liegt bei niedrigen 400 mm, wobei von April bis Oktober eine ausgeprägte Trockenzeit herrscht und nur von Dezember bis März nennenswerte Niederschläge von bis zu 100 mm im Monatsmittel fallen. Aufgrund der geringen Niederschläge ist der Himmel meist klar und von intensiv blauer Farbe.

## Verkehrsnetz
Kemalla liegt in einer Entfernung von 180 Straßenkilometern südöstlich von La Paz, der Hauptstadt des gleichnamigen Departamentos.
Von La Paz aus führt die asphaltierte Nationalstraße Ruta 2 in westlicher Richtung nach El Alto, von dort nach Süden die Ruta 1  über Patacamaya und Sica Sica nach Kemalla, elf Kilometer vor der Stadt Caracollo. Von dort aus führt die Fernstraße weiter in südöstlicher Richtung zu den Departamento-Hauptstädten Oruro, Potosí und Tarija und nach Bermejo an der argentinischen Grenze.

## Bevölkerung
Die Einwohnerzahl von Kemalla ist in dem Jahrzehnt zwischen den beiden letzten registrierten Volkszählungen auf mehr als das Doppelte angestiegen. Daten der letzten Volkszählung von 2012 liegen bisher noch nicht vor:
| Jahr | Einwohner | Quelle       |
| ---- | --------- | ------------ |
| 1992 | 155       | Volkszählung |
| 2001 | 355       | Volkszählung |
| 2012 | 428       | Volkszählung |
| 2024 |           | Volkszählung |

In Kemalla ist die Aymara-Bevölkerung vorherrschend, im Municipio Caracollo sprechen 72,2 Prozent der Bevölkerung die Aymara-Sprache.